# Selección femenina de balonmano de Canadá
La Selección femenina de balonmano de Canadá es el equipo formado por jugadoras de nacionalidad canadiense que representa al país en las competiciones internacionales organizadas por la Federación Internacional de Balonmano (IHF), Federación Panamericana de Balonmano (PATHF) o el Comité Olímpico Internacional (COI).

## Historial

### Campeonato Mundial de Balonmano
- 1978: 10-12.ª plaza
- 1990: 11.ª plaza
- 1995: 17-20.ª plaza
- 1997: 20.ª plaza